# Adam Mickiewicz
Adam Bernard Mickiewicz [adam bernard mickjevič], (Zaosie kod Nowogródeka, današnja Bjelorusija, 24. prosinca 1798.  – Carigrad, 26. studenog 1855.), poljski pjesnik. 

## Životopis
Podrijetlom je iz sitnoplemićke obitelji. Studirao je književnost u Vilniusu, od 1819. do 1823. godine gimnazijski nastavnik u Kovnu. Stekao je vrlo solidnu naobrazbu, dopunjujući je samoobrazovanjem u društvu prijatelja s kojima je osnovao Filomatsko društvo (1817.). Ondje je pisao prve pjesničke pokušaje u klasicističkom duhu. Odvojen od prijatelja, prolazio je kroz krizu, potaknutu smrću majke te udajom M. Wereszczakówne, Maryle – objekta platonske ljubavi i uskoro pjesničkog ideala. 
Godine 1922. u Vilniusu je izišao prvi svezak Pjesama (Poezje), koji sadrži Balade i romance (Ballady i romanse) te druge pjesme; njegova je pojava prijelomna i smatra se početkom romantizma u poljskoj književnosti. Slijedi drugi svezak Pjesama (Poezje, 1823) s poemom Grażyna te 2. i 4. dijelom Dušnog dana (Dziady). Pod optužbom za urotničku djelatnost, 1823. u Vilniusu je carski namjesnik Novosilcov pokrenuo proces protiv Filomata, pa Mickiewicz šest mjeseci provodi u zatvoru. Osuđen je na izgon u Rusiju (Sankt Peterburg, Odesa i Moskva do 1828.). Ondje nastaju ciklusi ljubavnih Odeskih soneta (Sonety odeskie) te – nakon putovanja po Krimu – putopisno-metafizičkih Krimskih soneta (Sonety krymskie), oba objavljena u Moskvi 1826.: prvi s prevagom klasicističko-sentimentalističke poetike, drugi – kao vrhunac romantične lirike. Mickiewicza već tada smatraju pjesničkim genijem. 
Budući da je prijateljevao s ruskom intelektualnom elitom (A. S. Puškinom i dr.), ostvario je niz (salonskih) veza pa boravak u Rusiji ne nalikuje na kaznu; no, nakon objavljivanja poeme Konrad Wallenrod (Sankt Peterburg, 1828.), u kojoj je pokrenuo problem rodoljubivog makjavelizma i koja je izazivala Novosilcovu sumnju, pjesnik je u svibnju 1829. napustio Rusiju. Prije toga tiskano je dopunjeno dvosveščano izdanje Pjesama. Potom je otišao u Berlin, Prag, Karlsbad; u Weimaru je posjetio J. W. Goethea, u Bonnu A. W. Schlegela, zatim stiže u Rim, sa Z. Krasinskim posjećuje Švicarsku. Svu poeziju nastalu u tom razdoblju tiskao je u trećem svesku Pjesama (Poezje, 1833). 
U Pariz je stigao polovicom 1831., a odatle, s lažnom putovnicom, brzao preko Leipziga i Dresdena u Velikopoljsku, ne bi li se priključio ustanku, ali svi pokušaji prebacivanja postaju besmisleni jer se ustanak već ugasio. Vratio se u Dresden, gdje su, u tri mjeseca, nastale neke važnije pjesme to 3. dio Dušnog dana, "kvintesencija" poljske romantične drame. 
Iduće razdoblje (1832. – 1839.) Mickiewicz je u Parizu, a njegov angažman usmjeren je na poljsku emigraciju, na osmišljavanje duhovnog programa nakon poraza ustanka - poljskog mesijanizma – koji tumači u Knjigama poljskog naroda i poljskog hodočasništva (Księgi narodu polskiego i pielgrzymstwa polskiego, 1832), te na književnost u funkciji održavanja nade: riječ je o nacionalnom, idiličnom epu Gospodin Tadija ili Posljednji nasrt u Litvi (Pan Tadeusz czyli ostatni zajazd na Litwie, 1834.), remek-djelu poljske književnosti. Napisao je i dvije drame na francuskom jeziku, ali ih nije uspio postaviti na pariške pozornice. Razočaranja su sve dublja: Mickiewicz upada u vjersku krizu, povlači se iz javnog života i prestaje pisati. 
Godine 1834. oženio se s Celinom Szymanowskom, s kojom je imao šestero djece i, bez stalnog zaposlenja, živio na rubu bijede. Od 1839. predavao je rimsku književnost na sveučilištu u Lausanni (gdje je nastao ciklus tzv. lozanske lirike), ali je već 1840. prihvatio poziv da predaje slavensku književnost na Collège de France u Parizu; učinio je to pod utjecajem mističnog naučavanja Andrzeja Towiańskoga, ali pod pritiskom poljske i francuske javnosti 1844. dobiva otkaz. Nakon razlaza s Towiańskim osniva vlastitu sektu u duhu kršćanskog socijalizma. Godine 1848. otišao je u Rim tražiti od pape da stane na čelo narodno-preporodnih pokreta u Europi; osnovao je poljske legije; u Parizu, zajedno s francuskim socijalistima, utemeljio je dnevnik "La Tribune des Peuples" – vjerujući u napoleonsku ideju i revolucionarni preobražaj kontinenta. Nakon zabrane lista radio je kao knjižničar. Po izbijanju Krimskog rata, 1855. je otišao u Tursku, ne bi li potaknuo organiziranje poljskih legija. Umro je po nekima otrovan, ali najvjerojatnije od kolere. 
Mickiewicz je ne samo najveći poljski pjesnik, već i najveći duhovni autoritet, čije je djelovanje – i ne samo pjesničko – bilo odlučujuće za formiranje poljske kolektivne svijesti. Njegovo književno djelo referentno je u odnosu na veći dio poljske književnosti XIX. i XX. stoljeća. Ipak, izazivalo je i sporove, a često se prisvajalo kao argument u ideološko-političkim raspravama. 
Mickiewicz je nedvojbeno veliko ime poljskog romantizma, njegov ideolog i prvi pjesnik, liričar "malih-velikih" stvari; on je prevladao goetheovsko-byronovski uzorak romantizma, začetnik je velike poljske romantične drame (Dušni dan), historiozof i mesijanist, ali i pjesnik koji sretno spaja prošlo, sadašnje i buduće: sentimentalizam, romantizam i realizam (Gospodin Tadija) te na taj način otvara put daljnjem razvoju poljske književnosti. Reformirao je poljski jezik te bitno utjecao na njegovu standardizaciju. Snažno je odjeknuo u pjesništvu hrvatskih romantičara (npr. Stanko Vraz i Franjo Marković).

## Djela prevedena na hrvatski[2]
- Balade i romanse (Ballady i romanse, 1822.) - prev. I. Velikanović (1908.)
- Grażyna (1823.) - prev. S. Novaković (1876.), I. Velikanović (1908.)
- Krimski soneti (Sonety krymskie, 1826.) - prev. I. Trnski (1875.), I. Velikanović (1908.), Đ. Šaula (1956.), P. Mioč (1998.)
- Konrad Wallenrod (1828.) - prev. A. Šenoa (1862., ulomak), I. Velikanović (1908.)
- Knjige poljskog naroda i poljskog hodočasništva (Księgi narodu polskiego i pielgrzymstwa polskiego, 1832.) - prev. I. Mažuranić (1835. - 1837., odlomci)
- Gospodin Tadija (Pan Tadeusz, 1834.) - prev. T. Maretić (1893.), Đ. Šaula (1951.)
- Dziady (nedovršeni; objavljivani od 1822. i posmrtno) - prev. S. Vraz (Trebine, 1850., ulomak), I. Velikanović (Podušje, ulomak, 1939., prijevod cjelovitoga djela ostao u rukopisu), J. Benešić (Dušni dan, 1948.)